# Distrito do Kyffhäuser
O Distrito do Kyffhäuser (em alemão:  Kyffhäuserkreis) é um distrito (Kreis ou Landkreis) da Alemanha localizado no estado da Turíngia.

## Cidades e municípios
| Cidades livres                                                                                   | Municípios livres                                                                                                 | Municípios livres |
| ------------------------------------------------------------------------------------------------ | --- | --- |
| 1. An der Schmücke 2. Artern 3. Bad Frankenhausen 4. Ebeleben 5. Roßleben-Wiehe 6. Sondershausen | 1. Abtsbessingen 2. Bellstedt 3. Borxleben 4. Etzleben 5. Freienbessingen 6. Gehofen 7. Helbedündorf 8. Holzsußra | 1. Kalbsrieth 2. Kyffhäuserland 3. Mönchpfiffel-Nikolausrieth 4. Oberheldrungen 5. Reinsdorf 6. Rockstedt 7. Wolferschwenda |

| Verwaltungsgemeinschaft |
| --- |
| 1. Greußen 1. Clingen2 2. Greußen1, 2 3. Großenehrich2 4. Niederbösa 5. Oberbösa 6. Topfstedt 7. Trebra 8. Wasserthaleben 9. Westgreußen |
| 1sede do Verwaltungsgemeinschaft;2cidade                                                                                                 |